# Festival d'Angoulême 2021
Le 48e festival international de la bande dessinée d'Angoulême devait se tenir en deux temps, le 29 janvier 2021 pour la remise des prix et du 24 au 27 juin pour une édition adaptée aux contraintes liées à la pandémie de Covid-19. Le 1er avril, l'édition 2021 du festival est annoncée comme annulée par les organisateurs.

## Palmarès

### Grand prix de la ville d'Angoulême
Malgré l'absence d'édition du festival, le Grand Prix 2021 sera remis fin juin, élu par ses pairs. Au premier tour de vote, les trois noms en tête sont :
- Pénélope Bagieu
- Catherine Meurisse
- Chris Ware

Le collectif AAA - Autrices Auteurs en Action a proposé à ses soutiens de voter pour Bruno Racine, auteur d'un rapport remis au gouvernement en février 2020 et intitulé L'auteur et l'acte de création. Ce rapport préconisant un soutien accru à la profession soumise à une précarité grandissante n'a pas été suivi d'effets. Les votants qui souhaitaient suivre cette recommandation protestataire pouvait joindre le texte suivant pour justifier leur vote :

« À l'occasion du grand prix FIBD 2021, j'ai décidé de voter Bruno Racine pour une meilleure considération de l'Artiste Auteur par les autorités, une revalorisation et une simplification du statut d'auteur, et pour permettre aux autrices et aux auteurs de vivre dignement de leur travail. »

Dans le communiqué d'annonce des finalistes, l'organisateur mentionne, sans préciser le nom de Bruno Racine, ce vote « qui ne pouvait être comptabilisé, dès lors qu’il ne se portait pas sur une autrice ou un auteur de bande dessinée ».
Le nom du lauréat est annoncé le mercredi 23 juin : c'est Chris Ware qui remporte le grand prix 2021.

### PrixRené-Goscinny
- Le prix Goscinny est attribué à Loo Hui Phang pour Black-Out, réalisé avec Hugues Micol.

### Prix officiels

#### Grand jury
Présidé par le scénariste et écrivain Benoît Peeters, le jury qui a la charge de choisir les Fauves parmi la sélection officielle comprend également l'animateur Mouloud Achour, le galeriste Jean-Baptiste Barbier, l'animatrice Eva Bester, l'acteur Vincent Lacoste, et l'autrice Anouk Ricard.

#### Palmarès officiel (Fauves d'Angoulême)
Liste des prix décernés :
- Fauve d'or : L'Accident de chasse, de Landis Blair et David L. Carlson (Sonatine)
- Prix du public France Télévisions : Anaïs Nin – Sur la mer des mensonges de Léonie Bischoff (Casterman)
- Prix de la série : Paul à la maison de Michel Rabagliati (La Pastèque)
- Fauve des lycéens Cultura : Peau d'homme d'Hubert et Zanzim (Glénat)
- Prix révélation : Tanz ! de Maurane Mazars (Le Lombard)
- Prix du patrimoine : L'Éclaireur de Lynd Ward (Monsieur Toussaint Louverture)
- Fauve Polar SNCF : GoSt111 de Mark Eacersall, Henri Scala et Marion Mousse (Glénat)
- Prix de l'audace : La Mécanique du sage de Gabrielle Piquet (Atrabile)
- Prix spécial du jury : Dragman de Steven Appleby (traduction Lili Sztajn) (Denoël Graphic)
- Prix des écoles : Entre neige et loup, d’Agnès Domergue et Hélène Canac (Jungle)
- Prix des collèges : tome 1 des Omniscients de Vincent Dugomier et Renata Castellani (Le Lombard)
- Prix des lycées : Les oiseaux ne se retournent pas de Nadia Nakhlé (Delcourt)
- Concours de la BD scolaire Amir Gauthier : prix du graphisme : Alice Dybowski ; prix du scénario : Théo Sanchez-Royant ; prix espoir : L'arbre et le pêcheur d’Adrien Nunez Béchet

#### Compétition officielle

##### Sélection officielle
La sélection officielle compte 45 albums :
- L'Accident de chasse, David L. Carlson et Landis Blair, Sonatine
- Aldobrando, Gipi et Luigi Critone, Casterman
- Anaïs Nin – Sur la mer des mensonges, Léonie Bischoff, Casterman
- Battue, Marine Levéel et Lilian Coquillaud, 6 pieds sous terre
- Baume du tigre, Lucie Quéméner, Delcourt
- Billy Noisettes, Tony Millionaire, Huber
- Black-out, Loo Hui Phang et Hugues Micol, Futuropolis
- Bolchoi Arena t. 2 La Somnambule, Boulet et Aseyn, Delcourt
- Cascade, Fabio Viscogliosi, L'Association
- Chinese queer, Seven, Sarbacane
- Citéville / Citéruine, Jérôme Dubois, Cornélius/éditions Matière
- Coda Omnibus, Simon Spurrier et Matias Bergara, Glénat Comics
- Connexions t.1 Faux accords, Pierre Jeanneau, Tanibis
- Demain est un autre jour de merde, Olivier Texier, Les Requins Marteaux
- Dragman, Steven Appleby, Denoël Graphic
- Le Dernier Atlas t.2, Fabien Vehlmann, Gwen de Bonneval, Hervé Tanquerelle et Fred Blanchard, Dupuis
- Eldorado, Tobias Tycho Schalken, Frémok
- La Fange, Pat Grant, Ici même
- Flipette et Vénère, Lucrèce Andreae, Delcourt
- Gousse & Gigot t.4 Les Contes du Marylène, Anne Simon, Misma
- Incroyable !, Vincent Zabus et Hippolyte, Dargaud
- Invisible Kingdom t.1 Le Sentier, G. Willow Wilson et Christian Ward, HiComics
- Irena t.5 La Vie après, Jean-David Morvan, Séverine Tréfouël et David Evrard, Glénat
- Les Jardins de Babylone, Nicolas Presl, Atrabile
- Kent State Quatre morts dans l’Ohio, Derf Backderf, Çà et là
- Mauvaise herbe t.2, Keigo Shinzō, Le Lézard Noir
- La Mécanique du sage, Gabrielle Piquet, Atrabile
- Le Mystère de la maison brume, Lisa Mouchet, Magnagni
- Les Ogres-Dieux t.4 Première-née, Hubert et Bertrand Gatignol, Soleil
- Paracuellos t.2, Carlos Giménez, Fluide glacial
- Paul à la maison, Michel Rabagliati, La Pastèque
- Peau d'homme, Hubert et Zanzim, Glénat
- Pendant ce temps, Pelle Forshed, L’Agrume
- Pico Bogue t.12 Inséparables, Dominique Roques et Alexis Dormal, Dargaud
- Les Poupées Sanglantes, Benoît Preteseille, Atrabile
- Pucelle t.1 Débutante, Florence Dupré la Tour, Dargaud
- Rusty Brown, Chris Ware, Delcourt
- Sapiens - t.1 La Naissance de l’humanité, Yuval Noah Harari, David Vandermeulen et Daniel Casanave, Albin Michel
- Sengo t.3 Familles, Sansuke Yamada, Casterman
- Space Brothers t.31, Chûya Koyama, Pika
- Tanz !, Maurane Mazars, Le Lombard
- Le Taureau par les cornes, Morvandiau, L’Association
- Voyages en Égypte et en Nubie de Giambattista Belzoni t.3, Grégory Jarry, Lucie Castel et Nicole Augereau, Flblb
- Une année exemplaire, Lisa Mandel, Autoédition

##### Sélection Patrimoine
- Édika, Anthologie t.1 : 1979-1984, Fluide glacial
- William Gropper, Allez-Hop!, La Table ronde
- Lynd Ward, L'Éclaireur, Monsieur Toussaint Louverture
- Yoshiharu Tsuge, Le Marais, Cornélius
- Shohei Kusunoki, Peuple invisible, Cornélius
- Chris Reynolds, Mauretania Une traversée, Tanibis
- Shinobu Kaze, Violence & Peace, Le Lézard Noir

##### Sélection Jeunes Adultes 12-16 ans
- Asadora ! tome 3, Naoki Urasawa, Kana
- Le Discours de la panthère, Jérémie Moreau, Éditions 2024
- Middlewest tome 1 : Anger, Skottie Young et Jorge Corona, Urban Comics
- Olive tome 1 : Une lune bleue dans la tête, Véro Cazot et Lucy Mazel, Dupuis
- Quitter la baie, Bérénice Motais de Narbonne, Actes Sud BD
- Le Repas des hyènes, Aurélien Ducoudray et Mélanie Allag, Delcourt
- Le Serment des lampions, Ryan Andrews, Delcourt
- Spy × Family tome 1, Tatsuya Endo, Kurokawa

##### Sélection Jeunesse 8-12 ans
- Ariol – Ramono, ton tonton fait du bio !, Emmanuel Guibert et Marc Boutavant, BD Kids
- Cécil et les objets cassés, Élodie Shanta, Biscoto
- Le Club des amis tome 1, Sophie Guerrive, Éditions 2024
- Les Croques tome 3 Bouquet final, Léa Mazé, Éditions de la Gouttière
- Détective Kahn, Min-Seok, Ha Misma
- Les Gardiennes du grenier, Oriane Lassus, Biscoto
- Miss Charity tome 1 L’enfance de l’art, Loïc Clément et Anne Montel, d’après Marie-Aude Murail, Rue de Sèvres
- Le Roi des oiseaux, Alexander Utkin, Gallimard BD

##### Sélection Polar SNCF
- De l’autre côté de la frontière, de Jean-Luc Fromental et Philippe Berthet, Dargaud
- Bolita, de Carlos Trillo et Eduardo Risso, iLatina
- La Dernière Rose de l’été, de Lucas Harari, Sarbacane
- GoSt111, de Mark Eacersall, Henri Scala et Marion Mousse, Glénat
- Les Mystères de Hobtown tome 1 L’Affaire des hommes disparus, de Kris Bertin et Alexander Forbes, Pow Pow
- Parker – Intégrale, de Darwyn Cooke et Richard Stark, Dargaud
- Mais où est Kiki ? Une aventure de Tif et Tondu, de Blutch et Robber, Dupuis

## Autres prix
- Prix Tournesol : L’Eau vive de Alain Bujak et Damien Roudeau

- Prix Konishi : Miyako Slocombe, pour la traduction de Tokyo Tarareba Girls d'Akiko Higashimura

- Prix du jury œcuménique de la bande dessinée

- Dans le cadre du Off of Off, deux prix sont décernés : 
  - prix « Couilles au cul »
  - Prix Schlingo

- Prix du public : Anaïs Nin, sur la mer des mensonges de Léonie Bischoff (Casterman)

## Exposition
- Musée d'Angoulême
  - Emmanuel Guibert, en bonne compagnie, de janvier à juin 2021